# Зайдль, Альфред
Альфред Зайдль (также Зейдль, нем. Alfred Seidl; 30 января 1911, Мюнхен — 25 ноября 1993, там же) — немецкий юрист, политик, член ХСС. Вместе с Гельмутом Дивальдом и Альфредом Шиккелем основал Ингольштадтский центр исследования современной истории.

## Биография
Альфред Зайдль изучал юриспруденцию и экономику в Мюнхенском университете и в 1935 году сдал первый экзамен на юриста. До 1938 года работал ассистентом в университете, защитил докторскую диссертацию. В 1938 году успешно сдал основной экзамен на юриста. В 1937—1940 годах Зайдль состоял в НСДАП. В 1940 году поступил на службу в вермахт, в 1945 году открыл адвокатскую практику в Мюнхене.
Зайдль приобрёл известность в качестве защитника Рудольфа Гесса и Ганса Франка на Нюрнбергском процессе. По мнению историков К. Петцольда и М. Вайсбеккера, Альфред Зайдль выступил прототипом тех миллионов немцев, которые после войны не были склонны к соблюдению критической дистанции с фашистским прошлым, созданным их руками:311. В ходе Нюрнбергского процесса  Зайдль, используя в качестве доказательства аффидевит бывшего советника германского МИДа Фридриха Гауса, впервые поднял вопрос о существовании секретного дополнительного протокола к советско-германскому договору о ненападении 1939 года (пакту Молотова — Риббентропа). Зайдль до конца жизни пытался добиться реабилитации Гесса. В деле Вильгельмштрассе Зайдль выступил защитником бывшего рейхсминистра и главы Госканцелярии Ганса Генриха Ламмерса. В так называемом «процессе Поля» Зайдль вёл защиту Освальда Поля, в Нюрнбергском процессе над врачами — Фрица Фишера, Карла Франца Гебхардта и Герты Оберхойзер.
В 1958—1986 годах Альфред Зайдль являлся депутатом баварского ландтага, в 1970—1974 годах занимал должность заместителя, а затем и председателя фракции ХСС в ландтаге. С ноября 1974 по май 1977 года служил в должности статс-секретаря в баварском министерстве юстиции, с мая 1977 по май 1978 года занимал должность министра внутренних дел Баварии.

## Публикации
- Der Beginn der Straftat. Würzburg 1938, 104 S.
- Der Fall Rudolf Hess 1941—1987. Dokumentation des Verteidigers. München 1997
- Der verweigerte Friede. Deutschlands Parlamentär Rudolf Hess muß schweigen. Berlin 1991